# Eel River
L'Eel river (Fiume delle anguille) è un fiume della California (Stati Uniti d'America) lungo circa 322 chilometri.

## Geografia
L'Eel river nasce a nord-est della Contea di Mendocino e si dirige prima verso sud-ovest e quindi verso ovest, attraversando la foresta nazionale Mendocino e la Contea di Lake (California). 

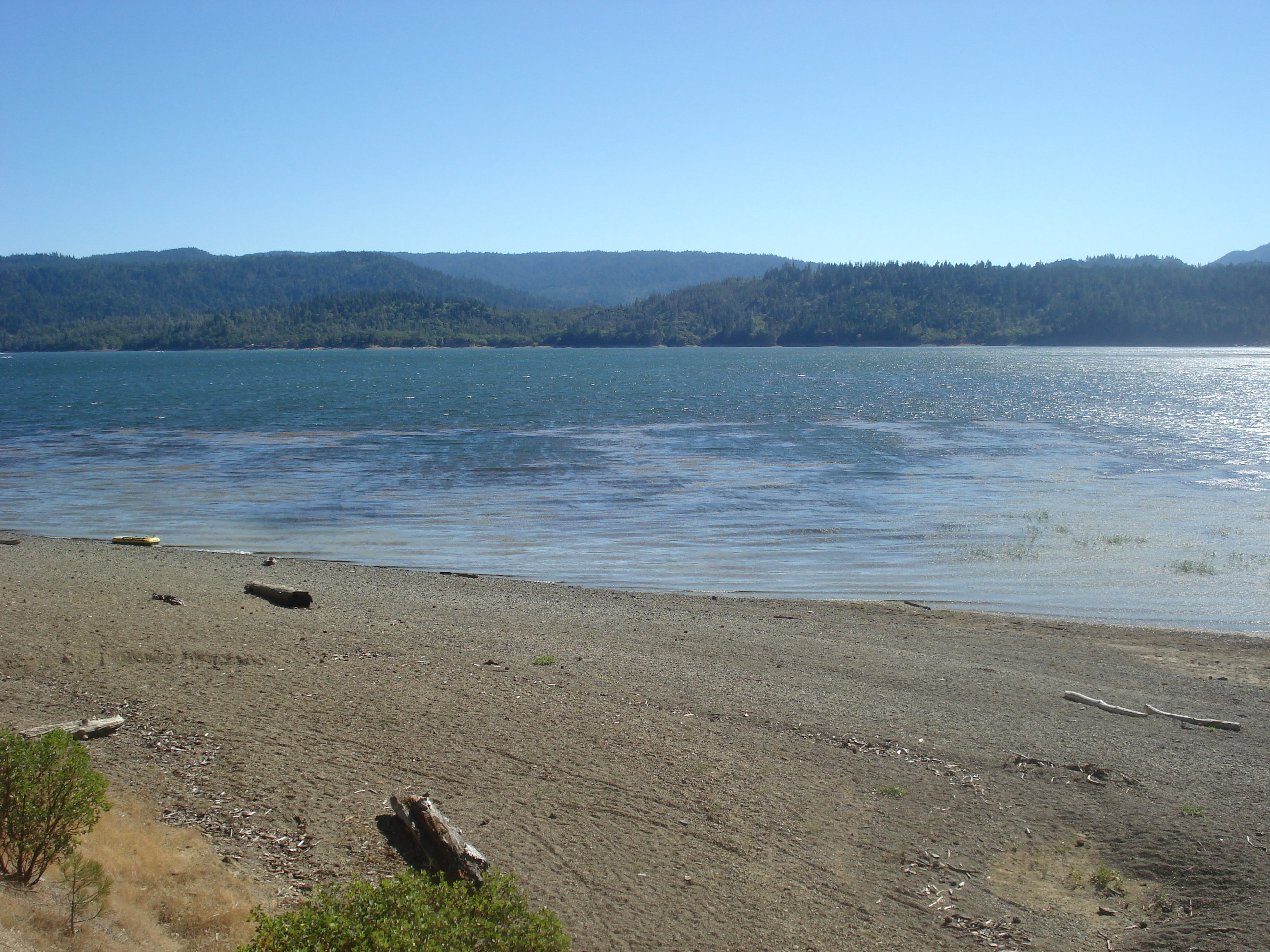
Il Lake Pillsbury è stato formato da una diga costruita nel 1921

Entra poi nel lago Pillsbury, un lago artificiale formato dalla diga Scott. In seguito, il fiume ritorna nella contea di Mendocino,  dirigendosi verso nord-ovest e passando 24 chilometri ad est di Willits. Attraversa poi una regione isolata, dove riceve le acque dei fiumi Middle Fork Eel e North Fork Eel ed in cui si trova la riserva indiana di Round Valley. Poi attraversa le contee di Trinity e Humbolt, dove ha come affluente il fiume South Fork Eel. Dopo aver passato Rio Dell ed aver attraversato la zona di Fortuna, si getta nell'Oceano Pacifico, circa 24 chilometri a sud della città di Eureka.

## Principali affluenti
- Middle Fork Eel
- North Fork Eel
- South Fork Eel
- Van Duzen

## Trasporti
L'U.S. Route 101 e la Northwestern Pacific Railroad per un tratto, costeggiano l'Eel river.

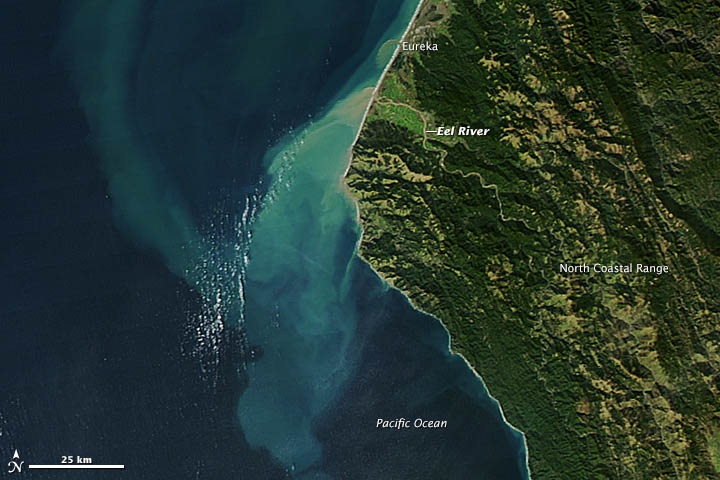
Immagine satellitare dei sedimenti portati dal fiume Eel, dopo alcune tempeste invernali. (NASA satellite image, 2012)